# Departamento del Sur (Tolima)
Sur fue uno de los departamentos en que se dividía el Estado Soberano del Tolima (Colombia). Fue creado por la ley del 3 de marzo de 1864, a partir del territorio de los departamentos de Espinal, Neiva y La Plata. Tuvo por cabeceras a las ciudades de Gigante (1864-1866), La Plata (1866-1868) y Neiva (1868-1886). El departamento comprendía parte del territorio de las actuales regiones huilenses de Subcentro, Subsur, Suboccidente y Subnorte.
En 1886 se subdivide en departamento de Neiva y departamento del Garzón.

## División territorial
En 1864 el departamento estaba dividido en los distritos de Gigante (capital), Agrado, Aipe, Campoalegre, Garzón, Guagua, Hato, Hobo, Neiva, Pital, Pitalito, Retiro, Santa Librada, Timaná, Unión, Villavieja y Yaguará.
En 1866 el departamento estaba dividido en los distritos de La Plata (capital), Agrado, Aipe, Campoalegre, Carnicerías, Garzón, Guagua, Hato, Hobo, Neiva, Pital, Pitalito, Retiro, Santa Librada, Timaná, Unión, Villavieja y Yaguará.
En 1876 el departamento estaba dividido en los distritos de Neiva (capital), Agrado, Aipe, Campoalegre, Carnicerías, Garzón, Guagua, Hato, Gigante, La Plata, Pital, Timaná, Unión, Villavieja y Yaguará.
En 1886 el departamento estaba dividido en los distritos de Garzón (capital), Carnicerías, Hato, Gigante, La Plata, Pital, Timaná, Pitalito, San Agustín, y Acevedo.